# 刘俊茜
刘俊茜（2003年12月11日—），江苏人，中国男子田径运动员，最初练习跳远，后来教练认为他不适合跳远，便建议他改练跨栏，他以刘翔作为榜样，通过观看他的比赛录像学习技术动作。他曾获得2024年布雷达田径赛男子110米栏金牌、2024年全国田径锦标赛男子110米栏银牌、2025年世界室内田径锦标赛男子60米栏铜牌。